# Hitachinaka
Hitachinaka (jap. ひたちなか市 Hitachinaka-shi) – miasto w Japonii, w prefekturze Ibaraki, we wschodniej części wyspy Honsiu. Ma powierzchnię 99,97 km². W 2020 r. mieszkały w nim 156 664 osoby, w 66 639 gospodarstwach domowych  (w 2010 r. 157 012 osób, w 60 276 gospodarstwach domowych).

## Gospodarka
W mieście rozwinął się przemysł elektrotechniczny, środków transportu oraz spożywczy.

## Historia
Miasto Hitachinaka powstało 1 listopada 1994 roku w wyniku połączenia dwóch miast: Katsuta i Nakaminato.

## Populacja
Zmiany w populacji terenu miasta w latach 1950–2020: